# 愛沢さら
愛沢 さら（あいざわ さら、1995年8月30日 -、ニューハーフ（男性→女性） ）は、日本のニューハーフ元AV女優・YouTuber。

## 略歴
2019年5月、ダスッ!の専属ニューハーフ女優としてAVデビュー。
2020年12月、YouTubeチャンネル「ちゃんさらです。」を開設。
2023年1月、業界を引退。映像作品も同年夏公開作品を持って終了。

## 人物
東京都出身。
趣味はショッピング、特技はマッサージ。
タマありサオありのニューハーフ。
性転換済み

## 作品

### アダルトDVD

#### 2019年
- 天然美少女ニューハーフ Debut（5月25日、ダスッ!）
- 初めてお尻でイッちゃった!（6月25日、ダスッ!）
- NHヘルスタワー 男の快楽を知り尽くしたNHならではの凄テク。（7月25日、ダスッ!）
- 雌の本能覚醒。 濃密に絡み合う竿性交（10月25日、ダスッ!）
- リピーター続出!?可愛い顔してえげつないエロテクに絶頂必至。 痴女ニューハーフ（11月25日、ダスッ!）

#### 2020年
- 下着メーカーに就職した私。 男性社員にニューハーフであることを覗き見され弄ばれて…（4月11日、ダスッ!）
- おちんちんを見せつけ、全力で誘惑してくる彼女の兄（6月25日、ダスッ!）
- 香しい勃起で誘惑してくるニューハーフ家庭教師（7月13日、ダスッ!）
- 眠る夫のすぐ傍で不埒な男にとろける程しゃぶられて…（8月13日、ダスッ!）
- おち○ぽ激振り騎乗位で誘惑してくる竿アリ秘書。（9月25日、ダスッ!）
- スレンダー美女に変貌した弟に欲情した俺は葛藤に負け貪るように兄弟で絡み合った。（10月25日、ダスッ!）
- 完全従順 僕らの性処理ニューハーフ。 「おち○ぽ付き」がバレた女子マネージャー（11月25日、ダスッ!）
- 滴り落ちる唾液で絡ませ、密着しながら舐め尽くすNHエステ（12月25日、ダスッ!）

#### 2021年
- 動揺を隠せない男を見て愉しむ小悪魔ニューハーフ銭湯（1月25日、ダスッ!）
- カリ首3cm。 おちんちんの本当に気持ちいいところを理解しているNH亀頭責め（2月25日、ダスッ!）
- ローションを塗られる代わりに家賃免除。絶倫ストーカー管理人に狙われたニューハーフ。（3月25日、ダスッ!）
- 童貞のボクを大人にさせてくれた隣の男姉さん（5月13日、ダスッ!）
- W専属大型共演 可愛すぎる男の娘と綺麗すぎるニューハーフの超ハーレム逆3P 愛沢さら 七瀬るい（6月13日、ダスッ!）
- 美少女ニューハーフとイチャラブ新婚性活（7月25日、ダスッ!）
- 男を本気で雌イキさせる逆アナルセックス。（10月26日、ダスッ!）
- 究極美少女ニューハーフ 貴方のお家に派遣します。（11月23日、ダスッ!）
- 雄母さんといっしょにイキ果てるまで禁断の逆穴性交（12月28日、ダスッ!）

#### 2022年
- 酔いつぶれた僕を介抱してくれた姉さん♂上司。（2月8日、ダスッ!）
- どこでも精子を撒き散らす変態お姉さん♂（3月22日、ダスッ!）
- おち○んち○ん電車 （4月26日、ダスッ!）
- 今日は前でイキますか? それともメスイキしますか? 逆アナル専属メイド 愛沢さら（6月14日、ダスッ!）
- ニューハーフは女性より100倍気持ちいいって本当ですか? 男の体は、NHが一番知っている。 愛沢さら（7月12日、ダスッ!）
- ＊3年Anal組。痴女NH教師のメスイキ教室。 愛沢さら（8月9日、ダスッ!）
- 男友達で親友だった幼馴染はニューハーフになっていた。 愛沢さら（9月13日、ダスッ!）
- 監獄ニューハーフ 愛沢さら（10月11日、ダスッ!）

#### 2023年
- 愛沢レンタル。朝までおち○ぽデート 愛沢さら（1月10日、ダスッ!）
- 無能を見下す高飛車ニューハーフOLへの復讐レ×プ接待。 愛沢さら（3月14日、ダスッ!）
- メスイキ開発NHクリニック。 愛沢さら（4月11日、ダスッ!）
- 彼女のペニスは私よりも大きかった。 愛沢さら（5月9日、ダスッ!）
- 朝、起きたら隣に勃起美女。夢のような展開なのに全く思い出せない… どうやら僕らはセックスしたらしい。 愛沢さら（6月13日、ダスッ!）
- 乳首も亀頭もバカになるまで責め立て、もうイってるのに決してやめない痴女NH 愛沢さら（7月11日、ダスッ!）
- 愛沢さら完全引退。バチェラ・ニューハーフ 最後のペニクリは誰のアナルに。（8月8日、ダスッ!）

#### 2024年
- DAS1 GIRLS MEMORIES 愛沢さら 1st BEST（9月10日、ダスッ!）※単体ベスト

#### 2025年
- DAS1 GIRLS MEMORIES 愛沢さら 2nd BEST（3月25日、ダスッ!）※単体ベスト